# 팬텀: 라스트 커맨더
《팬텀: 라스트 커맨더》(영어: Phantom)는 2013년 공개된 미국의 스릴러 영화이다.

## 줄거리
동서의 대립이 극한으로 치닫던 냉전 시대, 퇴역을 앞둔 소련 최고의 함장 ‘드미트리’는 구형 핵 잠수함 ‘B67’을 이끌고 바다 곳곳에 주둔한 미국 잠수함의 눈을 피해 작전을 완수 해야 하는 마지막 임무를 하사 받는다. 노련한 해군장교 ‘드미트리’는 마침내 바다로 출항하지만 곧 새롭게 합류한 KGB소속 ‘브루니’ 일행의 미군을 도발하는 위험한 요구가 계속되면서 난항을 겪기 시작한다. KGB와 함장간의 계속되는 갈등 속에 3차대전이 벌어질지도 모르는 일촉즉발의 상황, 여기에 과거 부하들을 죽음으로 내몰았던 ‘드미트리’ 함장의 과거까지 밝혀지면서 잠수함 내부는 극도의 긴장 상태에 빠지게 되고, 그때 서서히 모습을 드러내는 프로젝트의 기밀장치 ‘팬텀’. ‘팬텀’ 과연 그 정체는 무엇일까? 출처:네이버 영화

## 출연
- 에드 해리스
- 데이비드 듀코브니
- 윌리엄 픽트너
- 랜스 헨릭슨
- 조너선 셱
- 제이슨 버게이
- 숀 패트릭 플래너리
- 제이슨 그레이스탠퍼드
- 다그마라 도민치크